# Andrew Yao

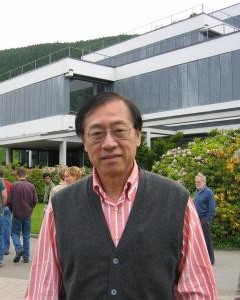
Andrew Yao 2005

Andrew Chi-Chih Yao (chinesisch 姚期智, Pinyin Yáo Qīzhì; * 24. Dezember 1946 in Shanghai, Republik China) ist ein chinesischer Informatiker an der Tsinghua-Universität, China. Für seine Forschungsergebnisse im Bereich der theoretischen Informatik, insbesondere der Komplexitätstheorie erhielt er im Jahr 2000 den Turing Award.

## Leben
Yao absolvierte ein Studium der Physik an der Staatlichen Universität Taiwan, das er 1967 mit einem Bachelor-Grad abschloss. Nach dem Militärdienst in den taiwanischen Luftstreitkräften wechselte er an die Harvard University und erhielt dort 1969 seinen Master, 1972 den Ph.D. in Physik. Er arbeitete als Post-Doktorand an der University of California, Santa Barbara und erlangte 1975 einen zweiten Ph.D. in Informatik an der University of Illinois.
1975 war er Gastwissenschaftler am Thomas J. Watson Research Center, von 1975 bis 1976 wissenschaftlicher Assistent an der mathematischen Fakultät des MIT, dann bis 1981 an der Informatik-Fakultät der Stanford University. Als Professor für Informatik war Yao an der University of California, Berkeley (1981–1982), der Stanford University (1982–1986) und der Princeton University (1986–2004) tätig. Seit 2004 lehrt er an der Tsinghua-Universität, Peking, seit 2005 ist er zudem Distinguished Professor-At-Large an der Chinesischen Universität Hongkong.
Daneben war er 1978 und 1991 an den Bell Laboratories, 1979 im Xerox PARC, 1980, 1981 und 1982 bis 1983 mit Unterbrechungen am IBM Almaden Research Center, 1986 Berater des DEC Systems Research Center, und ist seit 2003 bei Microsoft Research Asia. 1980 bis 1981 war er im akademischen Rat der Society for Industrial and Applied Mathematics und von 1994 bis 1996 Vizerektor des Center for Discrete Mathematics and Theoretical Computer Science.
1982 formulierte er das Millionärsproblem und legte damit den Grundstein zur Multiparty Computation. Seine Forschungsinteressen sind Algorithmenanalyse, Komplexitäts- und Kommunikationskomplexitätstheorie, kryptografische Protokolle und Quanteninformatik.
2005 veröffentlichte er mit Kollegen einen Kollisionsangriff auf SHA-1.
Andrew Yao hat die chinesische Staatsbürgerschaft angenommen.

## Auszeichnungen
- 1987: George-Pólya-Preis
- 1991: Guggenheim-Stipendium
- 1995: Fellow der ACM
- 1996: Knuth-Preis
- 1998: Mitglied der National Academy of Sciences
- 2000: Turing Award, Fellow der American Academy of Arts and Sciences[1] und Mitglied der Academia Sinica
- 2003: Ehrendoktortitel der City University of Hong Kong und Fellow der American Association for the Advancement of Science
- 2004: Ehrendoktortitel der Hong Kong University of Science and Technology und Auslandsmitglied der Chinesischen Akademie der Wissenschaften
- 2006: Ehrendoktortitel der Chinesischen Universität Hongkong
- 2009: Ehrendoktortitel der University of Waterloo
- 2010: Fellow der International Association for Cryptologic Research
- 2021: Kyoto-Preis
- 2024: Basic Science Lifetime Award for Theoretical Computer Sciences[2]